# Täätsi
Täätsi (Duits: Theets) is een spookdorp in de Estlandse gemeente Saaremaa, provincie Saaremaa. De plaats had al in 2000 geen inwoners meer. Ook de cijfers van 2021 geven een inwonertal van ‘< 4’.
De plaats viel tot in oktober 2017 onder de gemeente Leisi. In die maand werd Leisi bij de fusiegemeente Saaremaa gevoegd.
Täätsi ligt aan de rivier Võlupe.

## Geschiedenis
Täätsi vormde samen met het noordelijke buurdorp Tõre in het begin van de 17e eeuw een afzonderlijk landgoed Theets. dat in 1770 bij het landgoed van Kareda werd gevoegd. Täätsi zelf was een boerderij en werd voor het eerst genoemd in 1592.
Täätsi werd pas in 1997 een zelfstandig dorp. Voor die tijd viel het onder Ratla.